# Pro Wrestling Noah
Pro Wrestling Noah — японська професійна федерація реслінгу, яку в 2000 році заснував Міцухару Місава.
У січні 1999 помер відомий реслер Гігант Баба, власник AJPW. Права на власність компанії перейшли у руки вдови Матоко Баба, а президенство взяв на себе Місава. Але вже через рік Міцухару зневірився у обраному курсі розвитку компанії, яку пропагувала Матоко. Тому 28 травня 2000 він вмрішив сформувати нову федерацію під назвою Pro Wrestling Noah. Усі зірки,окрім Масаноби Фучі і Тошіакі Кавади, вирішили послідувати за Місавою до нової федерації . 
Назва компанії взята з давньої біблійної розповіді про Ноя.
Двічі у 2004 і 2005 році Wrestling Observer називали Pro Wrestling Noah найкращою федерацією і один раз у 2003 році - найкращим щонедільним реслінг-шоу.

## Титули
| Назва титулу                                 | Нинішній чемпіон(и)                  | Колишній чемпіон                      | Дата виграшу   |
| -------------------------------------------- | ------------------------------------ | ------------------------------------- | -------------- |
| GHC Heavyweight Championship                 | Го Шиозакі                           | Кайто Кійомія                         | 4 січня 2020   |
| GHC Junior Heavyweight Championship          | Котаро Сузукі                        | Йошихіро Огава                        | 19 квітня 2020 |
| GHC Tag Team Championship                    | Син Доктора Вагнер мл. та Рене Дюпрі | Наомічі Марафуджи та Масаакі Мочізукі | 19 квітня 2020 |
| GHC Junior Heavyweight Tag Team Championship | ХАЙАТА та Йошихіро Огава             | Вакантні                              | 10 травня 2020 |
| GHC National Championship                    | Катсухіко Накаджима                  | Такаші Сугіура                        | 9 травня 2020  |